# Ptolemeu al XV-lea

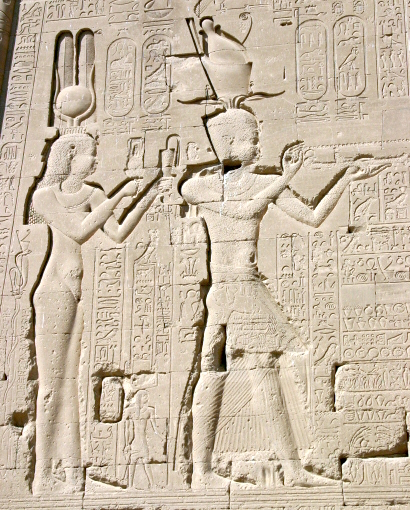
Cleopatra îi dă tronul fiului ei, Cezarion, deși acesta nu a ajuns rege

Ptolemeu XV sau Caesarion (n. 23 iunie 46 î.Hr.; d. august 30 î.Hr.) a fost ultimul rege din dinastia ptolomeică din Egipt, fiul Cleopatrei și al lui Caesar. Acesta avea să devină rege al Egiptului Elenistic, ca prinț moștenitor, dar a fost executat de trupele lui Octavian când se afla în drum spre India.

## Biografie
După războiul din Alexandria, Caesar a devenit stăpânul Egiptului. A cunoscut-o pe Cleopatra în octombrie 48 î.e.n. Probabil în aprilie 47 î.e.n. Caesar a plecat din Alexandria.
Caesarion s-a născut în Egipt la 23 iunie 47 î.e.n. Mama sa, Cleopatra, a insistat că el era fiul lui Iulius Caesar și, deși se spune că el a moștenit aspectul și maniera lui Caesar, acesta nu la recunoscut oficial. Unul dintre susținătorii lui Caesar, Gaius Oppius, chiar a scris o lucrare care încerca să dovedească faptul că Caesar nu ar fi părintele lui Caesarion. Cu toate acestea, Caesar ar fi permis ca Caesarion să-și folosească numele. Problema a devenit controversată când fiul adoptiv al lui Caesar, Octavian, a intrat în conflict cu Cleopatra. Cezarion a petrecut doi ani (între anii 46 și 44 î.e.n.) în Roma, unde el și mama lui erau oaspeții lui Caesar. Cleopatra spera ca fiul ei să-l urmeze pe tatăl său, să devină conducător al Republicii Romane, precum si al Egiptului. După asasinarea lui Caesar, în 15 martie 44 î.e.n., Cleopatra și Caesarion s-au întors în Egipt. Pe 2 septembrie 44 î.e.n. Caesarion, la vârsta de 3 ani,  a fost numit co-conducător de către mama sa. 